# Міністерство промислового будівництва Української РСР
Міністерство промислового будівництва Української РСР — союзно-республіканське міністерство, входило до системи органів промислового будівництва СРСР і підлягало в своїй діяльності Раді Міністрів УРСР і Міністерству промислового будівництва СРСР.

## Історія
Утворене 6 березня 1967 року з Міністерства будівництва Української РСР. 15 вересня 1986 року увійшло до складу Міністерства будівництва Української РСР.

## Міністри промислового будівництва УРСР
- Арешкович Василь Данилович (1967—1981)
- Щепетильников Аркадій Миколайович (1981—1985)
- Сало Василь Прокопович (1985—1986)